# Wenzendorf
Wenzendorf ist eine Gemeinde im niedersächsischen Landkreis Harburg. Die Gemeinde ist seit dem 1. Juli 1972 eine von sieben Mitgliedsgemeinden der Samtgemeinde Hollenstedt. Sie besteht aus den Ortschaften Wenzendorf, Wennerstorf, Klauenburg, Dierstorf und Dierstorf-Heide.

## Geografie

### Geografische Lage
Die Gemeinde Wenzendorf liegt etwa 30 km südwestlich von Hamburg im östlichen Grenzbereich der Samtgemeinde Hollenstedt. Die Este verläuft entlang der Gemeindegrenze westlich von Dierstorf. Naturräumlich liegt Wenzendorf am Südwestrand der Schwarzen Berge am Übergang zur Apenser Lehmgeest.

### Gemeindegliederung
Die Gemeinde Wenzendorf besteht aus den Ortschaften Dierstorf, Dierstorf-Heide, Klauenburg, Wennerstorf und Wenzendorf.

#### Dierstorf
Dierstorf ist mit ca. 115 Haushalten ein kleiner Ortsteil. Es gibt einen Kindergarten im Dorf; in jüngerer Zeit haben sich hauptsächlich junge Familien hier angesiedelt. In Dierstorf liegt der Öko-Hof Arpshof.

#### Wennerstorf
In Wennerstorf sind zahlreiche Reetdachhäuser erhalten. Von Norden her führt eine Kopfsteinpflasterstraße in den Ort, die jahrhundertelang die einzige feste Verkehrsanbindung darstellte.
Der Smeds Hoff, auch bekannt als Museumsbauernhof Wennerstorf, ist eine regional typische historische Heidehofanlage, deren Gebäude (Haupthaus, Schafstall, Backhaus, Schweinestall und eine Göpelscheune) nahezu alle so erhalten sind, wie sie im nördlichen Niedersachsen  üblich waren. Der Hof gehört als Außenstelle zum Freilichtmuseum am Kiekeberg. Er gibt mit dem großen niederdeutschen Hallenhaus aus dem 16. Jahrhundert, das als Hofmuseum eingerichtet ist, Einblicke in die Hof- und Ortsgeschichte. Auf den Flächen rund um den denkmalgeschützten Hof des Museumsbauernhofes wird seit 1997 Gemüse mit Bioland-Siegel in Kooperation mit der Lebenshilfe Lüneburg-Harburg GmbH angebaut. Die alte Obstanlage Ramelsloh wird seit 2003 ebenfalls durch Mitarbeiter des Smeds Hoff bewirtschaftet, wodurch alte regional typische Apfelsorten erhalten werden können. Diese Bioland-Produkte können im Hökerladen, dem Tante-Emma-Hofladen im Stile der 1930er Jahre, erworben werden. Dadurch, dass erhaltenswerte Bausubstanz vor Ort bewahrt und der Öffentlichkeit zugänglich gemacht wird, beschreitet das Freilichtmuseum am Kiekeberg einen innovativen Weg; der Hof wird in integrativer Arbeit von Behinderten und Nichtbehinderten bewirtschaftet.
Nördlich von Wennerstorf liegt das Großsteingrab Wenzendorf.

## Geschichte
Südlich des Ortes war von 1934 bis 1945 das Werk Wenzendorf der Hamburger Flugzeugbau GmbH, Tochterunternehmen von Blohm & Voss. Wenzendorf ist die größte Weihnachtsbaumproduktionsstätte Norddeutschlands.
| 1972 | 737   | 1982 | 928   | 1987 | 981   | 1990 | 987   |
| 1992 | 1.026 | 1994 | 1.064 | 1996 | 1.090 | 1998 | 1.094 |
| 2000 | 1.152 | 2002 | 1.216 | 2004 | 1.279 | 2005 | 1.271 |

## Politik

### Gemeinderat
Der Rat der Gemeinde Wenzendorf setzt sich aus elf Mitgliedern zusammen. Die Ratsmitglieder werden durch eine Kommunalwahl für jeweils fünf Jahre gewählt.
Die vergangenen Gemeinderatswahlen ergaben folgende Sitzverteilungen:
| Wahljahr | WGW                                                           | Grüne | SPD | Gesamt   |
| 2021     | 6                                                             | 3     | 2   | 11 Sitze |
| 2016     | 6                                                             | 3     | 2   | 11 Sitze |
| 2011     | 6                                                             | 3     | 2   | 11 Sitze |
|          | __________________________ WGW: Wählergemeinschaft Wenzendorf |       |     |          |

(Stand: Kommunalwahl am 12. September 2021)

### Bürgermeister
Bürgermeister der Gemeinde Wenzendorf ist Manfred Cohrs (WGW).

### Wappen
- Blasonierung: Von Rot und Silber gespalten. Rechts zwei silberne Pflugschare, links ein schwarzer Flugzeugpropeller.
- Wappenbegründung: Die Pflugschare weisen darauf hin, welche Bedeutung seit alters her die Landwirtschaft für die Gemeinde hat. Der Propeller erinnert an den Bau von Flugzeugen während des Zweiten Weltkrieges.[5]

## Wirtschaft und Infrastruktur

### Verkehr
Die Gemeinde liegt verkehrsgünstig an den überregionalen Straßenverbindungen Autobahn A1 (Anschlussstellen Hollenstedt und Rade), sowie an den Bundesstraßen B3 im östlichen Gemeindegebiet und B75 südlich der Gemeinde.
Im Bereich der Gemeinde Wenzendorf gibt es keine Eisenbahnanbindung mehr. Die Bahnstrecke Buchholz-Bremervörde (seinerzeit nächstgelegene Bahnhöfe Drestedt und Hollenstedt) wurde im Jahre 1968 stillgelegt und durch einen Busverkehr (Betreiber ist heute die KVG Stade, deren Busverkehr in den Hamburger Verkehrsverbund (HVV) eingebunden ist) ersetzt. Wennerstorf und Dierstorf-Heide sind mit mehreren Haltestellen an das Verkehrsnetz angeschlossen, allerdings handelt es sich hier um einen Schulbusdienst, der nur während der Schultage angeboten wird. Wenzendorf bzw. Ortsteile der Gemeinde Wenzendorf werden von mehreren KVG-Linien angefahren. Daneben existieren mehrere firmen- und schulbezogene Linienverkehre.
Alle Buslinien verkehren nur an Werktagen, die Schulbuslinien nur an Schultagen.
Erstmals im Jahre 2011 wurden Orte innerhalb der Gemeinde Wenzendorf durch den Liniendienst „Regionalpark-Shuttle Ring 2“ auch an Sonn- und Feiertagen sowie sonnabends angefahren. Dieser kostenlose Busverkehr mit Möglichkeit zur Fahrradmitnahme dient vorrangig dem Ausflugsverkehr und wird nur in den Sommermonaten angeboten (2011: 16. Juli bis 16. Oktober).
In den übrigen neun Monaten des Jahres sind Wenzendorf und seine Ortsteile an Sonn- und Feiertagen mit öffentlichen Verkehrsmitteln nicht erreichbar.
Wenzendorf hat mit einem Durchmesser von ca. 7 m einen der kleinsten Kreisverkehre in Deutschland.
Die denkmalgeschützte Straße zwischen Wennerstorf und Dierstorf-Heide, der Wennerstorfer Kirchweg, wurde 2009 rekonstruiert. Der Straßenbelag ist ein Kopfsteinpflaster, das in früherer Zeit ein übliches Straßenbaumaterial war. Im Zuge der Rekonstruktion wurde die Pflasterung bis an die Kreuzung Wennerstorfer Kirchweg / Amselweg (Dierstorf-Heide) ergänzt.

### Logistikzentrum
Am nordöstlichen Rand der Gemeinde Wenzendorf ist ein Logistikzentrum entstanden. Eine Bürgerinitiative des dieser Liegenschaft am nächsten gelegenen Ortes Wennerstorf steht der Entwicklung kritisch gegenüber.

### Flugplatz
Etwa 2 km südlich des Ortes liegt das Segelfluggelände Wenzendorf auf dem ehemaligen Gelände des Werks Wenzendorf.

## Persönlichkeiten
- Max Schmeling (1905–2005), deutscher Boxweltmeister im Schwergewicht, hatte in Dierstorf-Heide seinen Wohnsitz
- Anny Ondra (1902–1987), tschechische Schauspielerin, Ehefrau von Max Schmeling
- Bettina Jung (* 1971), Tierheilpraktikerin und Politikerin